# 阿特米薩
阿特米薩（西班牙語：Artemisa）是加勒比海國家古巴的城市，也是阿特米薩省的首府，建城於1818年，距離首都哈瓦那約60英里，海拔高度50米，2004年人口81,209。